# Cloniophorus adelpha
Cloniophorus adelpha là một loài bọ cánh cứng trong họ Cerambycidae.